# Tank Girl (film)
Pour la série de bande dessinée, voir Tank Girl.
Pour plus de détails, voir Fiche technique et Distribution.
Tank Girl est un film américain de science-fiction, réalisé par Rachel Talalay, et sorti au cinéma en 1995. 
Le film est librement inspiré de la série de comics post-apocalyptique Tank Girl d'Alan Martin et Jamie Hewlett, publiée en 1988 dans le magazine Deadline. Il met en vedette Lori Petty, Naomi Watts, Ice-T et Malcolm McDowell. 
Tank Girl se déroule dans une Australie ravagée par la sécheresse, des années après un événement catastrophique. L'histoire suit l'antihéros Tank Girl (Petty) elle-même, Jet Girl (Watts) et les super-soldats génétiquement modifiés appelés « les Rippers », combattre « Water & Power », une société oppressive dirigée par Kesslee (McDowell).

## Synopsis
En 2022, une comète a percuté la terre, entrainant une période de sécheresse de 11 ans. En 2033, rien ne va plus sur Terre, l'eau est devenue le plus rare et le plus convoité des trésors. Dans ce monde désertique et violent, peuplé de créatures mutantes, évolue Rebecca Buck.
Avec son look punk, son insolence, ses mauvaises manières, son goût pour la bagarre et un tank trafiqué, Rebecca alias « Tank Girl » est un membre d'un groupe de résistance pour lequel elle récupère toute l'eau qu'elle peut pour sa communauté. Son groupe est en lutte contre le malfaisant Kesslee qui règne sur la distribution d'eau avec son cartel « Water & Power », cherchant à asservir le reste de l'humanité.

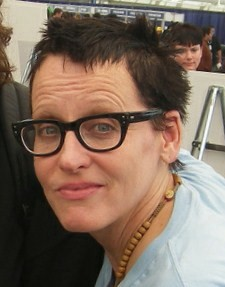
Lori Petty, qui a joué le rôle-titre dans Tank Girl, en 2008.

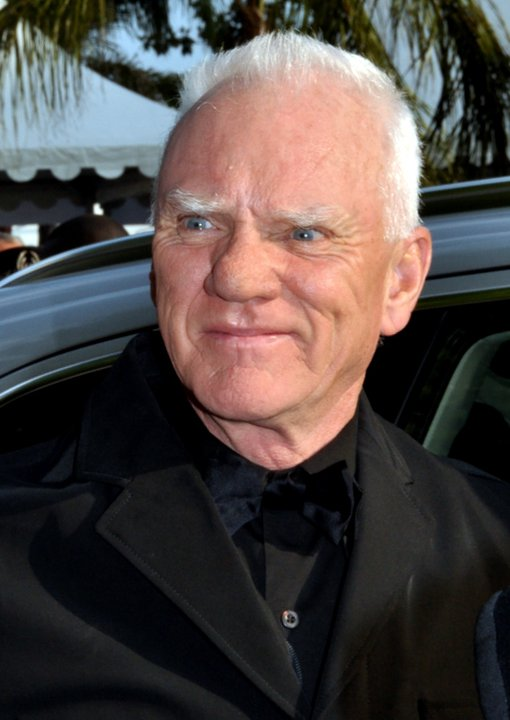
Malcolm McDowell, qui a joué le rôle du principal méchant du film, Kessler, en 2011.

## Fiche technique
- Titre original : Tank Girl
- Titre français : Tank Girl
- Titre québécois : Tank Girl
- Réalisation : Rachel Talalay
- Producteur : John Watson, Pen Densham, Richard Barton Lewis
- Société de production : Trilogy Entertainment Group
- Société de distribution : United Artists
- Effets spéciaux : Gary D. Bierend, Tamara Carlson, John P. Cazin, (4-Ward Productions), Jim Charmatz (Stan Winston Studio), (Alterian Studios)...
- Caméraman : Gale Tattersall
- Directeur artistique : Jim Dultz, Charles Dwight Lee
- Décors : Cindy Carr
- Costume : Arianne Phillips
- Musique : Graeme Revell
- Montage : James R. Symons
- Budget : 25 millions $
- Pays de production :  États-Unis
- Langue : Anglais
- Durée : 104 min
- Classification :
  -  Royaume-Uni : Interdit aux moins de 15 ans (BBFC)
- Dates de sortie :
  - États-Unis : 31 mars 1995
  - France : 12 juillet 1995

## Distribution
- Lori Petty (VF : Nathalie Juvet ; VQ : Aline Pinsonneault) : Tank Girl
- Ice-T (VF : Joël Zaffarano ; VQ : Éric Gaudry) : T-Saint
- Naomi Watts (VF : Catherine Le Hénan ; VQ : Sophie Léger) : Jet Girl
- Don Harvey (VF : Thierry Buisson ; VQ : Pierre Auger) : le sergent Small
- Jeff Kober (VF : François Chaix ; VQ : Daniel Picard) : Booga
- Reg E. Cathey (VF : Antoine Tomé ; VQ : Benoît Rousseau) : Deetee
- Scott Coffey (VF : Patrick Mancini ; VQ : François Godin) : Donner
- Malcolm McDowell (VF : Alain Choquet ; VQ : Guy Nadon) : Kesslee
- Stacy Linn Ramsower (VQ : Gabrielle Dhavernas) : Sam
- Ann Cusack (VF : Karin Viard) : Sub Girl
- Brian Wimmer (VQ : Alain Zouvi) : Richard
- Iggy Pop (VF : Guillaume Orsat) : Rat Face
- Dawn Robinson : Model
- Billy L. Sullivan : Max
- James Hong : Che'tsai
- Charles Lucia : le capitaine Derouche
- Doug Jones : Ripper
- Roz Witt : le Dr Nikita
- Will 'Nahkohe' Strickland : Razor Ray
- Charles Robert Harden : Zack
- John David Bland : le trooper Wayne
- Richard Schiff : le trooper dans la tranchée
- Ann Magnuson : Madame (non créditée)

 Source et légende : version québécoise (VQ) sur Doublage.qc.ca

## Musique

### Track listing
Warner Bros./Elektra, 1995 (OST)
1. Ripper Sole - STOMP!
2. Army of Me - Björk
3. Girl U Want - Devo
4. Mockingbird Girl - The Magnificent Bastards featuring Scott Weiland
5. Shove - L7
6. Drown Soda - Hole
7. Bomb - Bush
8. Roads - Portishead
9. Let's Do It, Let's Fall in Love - Joan Jett & Paul Westerberg
10. Thief - Belly
11. Aurora - Veruca Salt
12. Big Gun - Ice-T

### Autres chansons dans le film
- B-A-B-Y by Rachel Sweet
- Big Time Sensuality - Björk
- Blank Generation - Richard Hell & the Voidoids
- Disconnected - Face to Face
- Shipwrecked - Sky Cries Mary
- Theme from Shaft - Isaac Hayes
- 2c - Beowulf
- Wild, Wild, Thing - Iggy Pop
- Trouble - Shampoo

## Autour du film
- Les tanks du film sont des T-55, des PT-76 et des M3-stuart.
- Les effets spéciaux sont faits par une équipe formée par Stan Winston.
- Rachel Talalay a reproché aux studios de changer le scénario prévu[2].